# Placa amuria

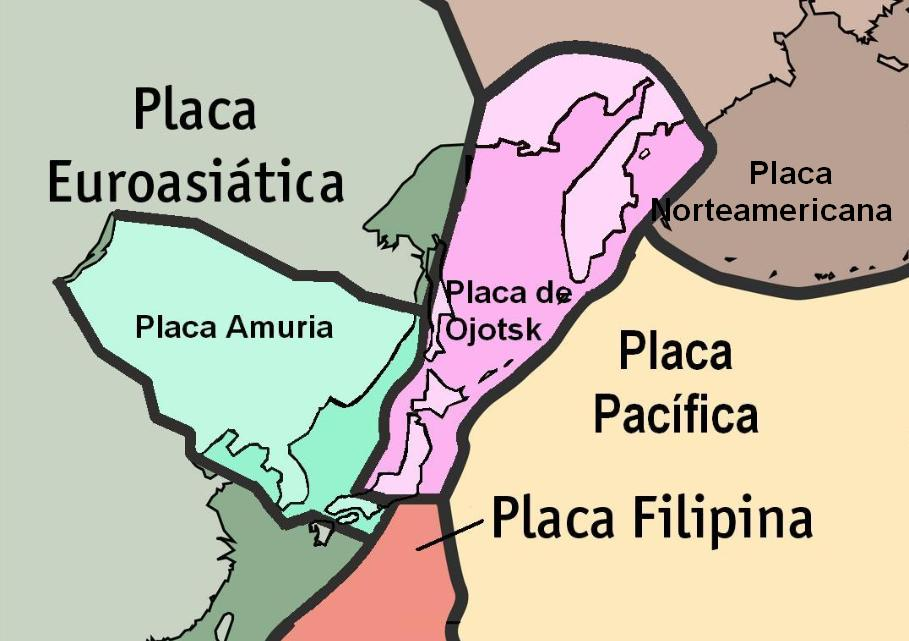
La placa de Amuria está rodeada por las placas de Ojotsk, Euroasiática y Filipina.

La placa Amuria es una placa tectónica continental ubicada en el oriente de Asia que cubre el territorio comprendido por el mar del Japón, la península de Corea, el Sur de Honshu, el extremo oriente de Mongolia y toda la Manchuria histórica (Manchuria Interior y Manchuria Exterior). Se la solía considerar parte de la placa Euroasiática, pero recientemente se ha comprobado que es independiente de esta. Las placas con las que comparte límites son:
- Al este, la placa de Ojotsk.
- Al sureste con la placa Filipina.
- Al norte, sur y oeste, con la placa Euroasiática.